# Bataille de la rivière Imjin (1592)
Ne pas confondre avec Bataille de la rivière Imjin
Guerre Imjin
La bataille de la rivière Imjin (Japonais: 臨津江の戦い) est une des batailles de la guerre Imjin. Elle se termine par une victoire des Japonais.

## Retraite du roi
À l'automne 1592, le roi Seonjo quitte Hanseong peu de temps avant l'arrivée de l'avant-garde japonaise dirigée par Katō Kiyomasa  qui franchit le fleuve Han à gué dans ce qui est aujourd'hui Yongsan-gu. À cette époque, le peuple coréen a déjà abandonné le roi et le ministre  et la coopération avec l'armée japonaise se fait de plus en plus habituelle. Par ailleurs, lorsque l'armée Ming grossissante se retire, les gens qui ont souffert sont les civils. Gyeongbokgung est déjà réduit en cendres avant que l'armée japonaise n'en franchisse les portes et les esclaves coréens qui la saluent comme une armée de libération mettent le feu à l'immeuble qui garde le grand livre des esclaves. Après le sac de la ville, Katō fait construire un imposant château japonais sur le mont Namsan qui domine Séoul sur ce qui est de nos jours le site de la bibliothèque municipale de Namsan. Seonjo et sa cour se retirent au nord de Pyongyang et finalement en Chine à pied, harcelés par les paysans qui se sentent abandonnés.
Lorsqu'ils atteignent la rivière Imjin et apprennent que les Japonais les poursuivent, ils traversent la rivière de nuit. Comme il fait sombre, ils décident d'incendier le pavillon près du gué. Le pavillon en feu fournit assez de lumière pour permettre à la suite du roi de traverser à gué et d'atteindre Gaeseong au matin. Seonjo ne sait pas que le pavillon en flammes est la maison de retraite de Yi I, l'éminent érudit qui avait fortement pétitionné pour renforcer la sécurité nationale en élargissant les forces armées à 100 000 hommes dix ans auparavant seulement. Yi I est mort à cette époque, mais sa maison de retraite procure un asile sûr au roi de l'autre côté de l'Imjin.

### Arrivée de la cavalerie de la frontière du Nord
Tandis que le roi atteint Kaesong et continue au nord vers Pyongyang, la cavalerie du nord de la province de Hamgyeong arrive enfin. Vétérans aguerris de nombreux escarmouches de frontière avec les Jurchens de Manchourie, les forces de cavalerie se transportent rapidement vers la rivière Imjin où les forces de Katō Kiyomasa à la poursuite du roi ont établi leur camp sur la rive sud, dans l'attente de traverser la rivière. Les deux forces s'affrontent vainement mais leur rencontre se termine sans résultat notable.
Selon la source principale coréenne (« Annales su roi Seonjo »), les généraux coréens débattent entre eux du cours de l'action à prendre. Plusieurs généraux font valoir, « Nous sommes nombreux, mais beaucoup de nos hommes sont faibles et inexpérimentés, nous comptons fortement sur les cavaliers du Nord mais ils viennent juste arriver après une longue marche et sont fatigués, il faut se reposer quelques jours de plus afin de reconstituer nos forces avant de poursuivre vers l'avant ». Mais ils sont désavoués et le général décide d'attaquer l'ennemi.

## Attaque de Katō
Sachant combien les Coréens dépendent des charges de cavalerie, par opposition à l'infanterie de mêlée de Chungju, et se rendant compte que les forces de la cavalerie du nord n'ont pas encore été exposées à des tirs japonais d'arquebuses, Katō décide de sortir de l'impasse en attirant les Coréens dans un piège. En envoyant une petite force d'infanterie légère ashigaru de l'autre côté de la rivière, Katō suscite chez les Coréens une confiance irréaliste, car ils fauchent les lanciers ashigaru avec aisance dans une seule charge de cavalerie. Remarquant que la charge n'est pas coordonnée et décelant une désunion de commandement, Katō ordonne une retraite générale feinte en direction de Munsan sur la rive sud de la rivière Imjin.

### Victoire de Katō
Voyant les Japonais dans un mouvement apparent de retraite générale, l'un des deux commandants de la cavalerie décide de passer la rivière à gué afin de les poursuivre. En saison sèche, la rivière Imjin est très peu profonde en divers points ce qui permet à la cavalerie de traverser sans employer de barges. Comme la retraite les entraîne, la cavalerie coréenne perd tout semblant d'ordre et la poursuite se désorganise en montant vers Munsan. La bataille qui suit constitue un autre épisode appelé bataille de Chungju.
Une fois que le gros de la cavalerie coréenne est entré dans la petite vallée qui mène du gué de l'Imjin à Munsan, les arquebusiers de Katō ouvrent le feu, ce qui a un effet dévastateur sur le moral des Coréens. Comme presque tous les forces coréennes, les cavaliers coréens n'ont pas l'expérience des coups de feu. Les chevaux commencent à paniquer et sont rebelles à nombre de leurs cavaliers. Comme les Coréens se trouvent dans la confusion, l'infanterie des samouraï attaque de leurs positions cachées dans la vallée et commence à dévaster les rangs coréens. La cavalerie coréenne souffre de nombreuses victimes dans cette mêlée tandis que d'autres qui tentent de s'enfuir se noient en essayant de traverser vers le nord en utilisant des passages plus profonds de la rivière. Parmi les généraux coréens, Yu Geuk-ryang et Sin Hal sont tués. Le commandant restant de la cavalerie coréenne qui n'a pas traversé la rivière pour la poursuite, s'échappe et retourne dans la province Hamgyeong et la plupart des soldats restants lui emboîtent le pas. Katō Kiyomasa et ses troupes traversent la rivière Imjin à gué sans opposition, chargés d'armures de trophée et avec de beaux chevaux coréens.

## Conclusion
La défaite de la cavalerie coréenne sur la rivière Imjin ouvre la route de Pyongyang. Il n'existe pas d'unités de manœuvre coréennes efficaces ou de châteaux défendus entre l'Imjin et de la frontière chinoise. Lorsqu'il apprend l'effondrement de la ligne Imjin, le roi Seonjo abandonne Gaeseong et Pyongyang et se rend plus au nord à Uiju, où il rencontre finalement le premier contingent Ming en provenance de Chine. Les vestiges de son armée s'étant joints aux troupes Ming, Pyongyang est reprise l'année suivante tandis que les japonais se retirent en traversant l'Imjin pour retourner à Séoul. La Corée au nord de la rivière Imjin ne sera jamais plus occupée par les Japonais jusqu'à la première guerre sino-japonaise (1894-1895).

## La rivière Imjin aujourd'hui
Aujourd'hui, le site du gué possède une petite structure comparable à un mur de château sur la rive destiné à montrer l'ancien site de ferry. La rive nord est interdite aux civils. Il existe un «  restaurant de l'ancien ferry » sur le site du gué. La maison de retraite de Yi est maintenant restaurée et plus en haut de la pente du restaurant à l'est, à côté de l'autoroute. La rive nord est peu profonde et sablonneuse, avec une grande plage. La rive sud est faite principalement de falaises.

## Dans la culture populaire
Cette bataille est célébrée dans le jeu vidéo Shogun : Total War de la société Activision. L'erreur historique dans le jeu veut que seuls les Coréens ont des forces d'infanterie alors que les Japonais avaient des forces armées combinées équilibrées. De plus, le jeu montre la rivière avec un pont, ce qui n'est pas le cas jusqu'au XXe siècle.